# Reinigungszelt
Das Reinigungszelt (altägyptisch: abu, ibu) ist eine „frühe Station“ beim altägyptischen Bestattungsritual.

## Ritualablauf
Einen Tag nach dem Tod einer Person wurde diese mit einer Boots- oder Schiffsüberfahrt an das Westufer des Nils zum Reinigungszelt gebracht. Dieses Reinigungszelt stand dabei unmittelbar am Ufer oder war über eine kurze Prozession erreichbar. 
Im Reinigungszelt erfolgte die Leichenwaschung. Danach wurde der Leichnam zur Balsamierungshalle gebracht. Die Mundöffnungszeremonie wurde nicht im Reinigungszelt durchgeführt, sondern erfolgte erst nach der Einbalsamierung.

## Zeltdetails
Wenige Beschreibungen in altägyptischen Gräbern lassen eine gewisse Rekonstruktion des Reinigungszeltes zu: es handelt sich hier zumeist um ein Gebäude in leichter Holzbauweise mit Mattenbehang, teilweise aber auch um massive Gebäude. Möglicherweise wurde das Reinigungszelt nur für die Dauer der Reinigung errichtet. Bei Königsbestattungen vermutete man die Lage des Reinigungszeltes im Taltempel, was jedoch nicht mehr zutrifft.